# سینوس ادراری تناسلی
سینوس ادراری_تناسلی بخشی از بدن انسان است که تنها در ساخته شدن ارگان‌های ادراری و تولید مثلی قابل مشاهده است. سینوس مذکور، بخش شکمی کلواکا می‌باشد؛ این قسمت از بدن انسان پس از جدا شدن کانال مقعدی از کلواکا (در طول هفته‌های چهارم تا هفتم بارداری) شکل می‌گیرد.
در مردان، سینوس UG (مخفف Urogenital) به سه بخش فوقانی (بالایی)، لگنی و فالیک تقسیم می‌شود. قسمت فوقانی باعث تشکیل مثانه و بخش لگنی باعث تشکیل بخش‌های پروستاتیک و غشائی پیشاب راه، پروستات و غدد پیازی میزراهی می‌شود. قسمت فالیک به بخش اسفنجی (پیازی) پیشاب‌راه و غدد پیازی میزراهی تبدیل می‌شود. قسمت آلت مانند پیشاب راه، از تا خوردگی ادراری_تناسلی نشات می‌گیرد.
در زنان، قسمت لگنی سینوس UG باعث ایجاد پیازهای سینوواژینال می‌شود، ساختارهایی که در نهایت دو سوم تحتانی واژن را تشکیل می‌دهند. این پروسه زمانی شروع می‌شود که نوک پایینی نوار پارامزونفریک، ساختارهایی که در نهایت رحم و فورنیکس واژن را تشکیل خواهند داد؛ با سینوس UG تماس پیدا می‌کند. کمی بعد، پیازهای سینوواژینال به صورت دو تخلیه جامد از سینوس UG تشکیل می‌شوند. سلول‌های این پیازها، برای تشکیل قاب واژنی تقسیم می‌شوند؛ که تقسیم و تهی خواهند شد تا بخش زیرین واژن را تشکیل دهند. سینوس ادراری_تناسلی در زنان همچنین، به پیشاب راه و دهلیز واژن تبدیل می‌شود.